# Monștrii 2: Felul principal
Monștrii 2: Felul principal (în engleză Critters 2: The Main Course) este un film de groază și comedie american  din 1988 regizat de Mick Garris. Este al doilea film al francizei Critters⁠(d) și reprezintă o continuare a evenimentelor din primul film. Acesta a fost scris de David Twohy și Garris, iar în distribuția sa apar Scott Grimes⁠(d), Don Keith Opper⁠(d) și Terrence Mann⁠(d). Evenimentele au loc la doi ani după primul film, când ouă de Critters nedescoperite produc noi creaturi care încep să terorizeze orașul.
Deși nu a avut încasări la fel de mari ca originalul, continuarea a obținut 3,8 milioane de dolari în timpul difuzării sale în cinematografele din Statele Unite. Este ultima parte a seriei lansată în cinematografe și este urmată de Monștrii 3 în 1991.

## Intriga
În spațiu, pe o planetă pustie, vânătorii de recompense Ug și Lee, respectiv tovarășul lor uman Charlie McFadden sunt în căutarea unei creaturi feroce sub formă de vierme. După eliminarea acesteia, grupul părăsește planeta. La scurt timp după această acțiune, aceștia primesc o nouă misiunea din partea lui Zanti, șeful Înaltului Consiliu. Acesta le aduce la cunoștință faptul că încă există specimene Critters pe Terra și trebuie eliminate. Cei trei pornesc spre pământ. Charlie privește cu reticență reîntoarcerea pe planeta natală după doi ani prin spațiu și îi întreabă dacă au de gând să-l abandoneze acolo. Ug îl asigură că nu vor face asta.
Între timp pe Terra, Brad Brown, acum în vârstă de 15 ani, își vizitează bunica în Grover's Bend, iar vestea prezenței sale se răspândește repede prin oraș, acesta fiind binecunoscut pentru evenimentele întâmplate în primul film. La scurt timp după sosirea vânătorilor, monștrii Critters atacă un bărbat îmbrăcat într-un costum de Iepuraș de Paști și îl ucid. Nimeni nu știe de prezența acestor creaturi și stabilesc că moartea sa este una accidentală. În cele din urmă, acestea încep să se înmulțească și să terorizeze întreg orașul. Lee este ucis și devorat de Critters, fapt care îl afectează atât de puternic pe Ug încât revine la forma extraterestră.
Orășenii rămași în viața elaborează un plan prin care să elimine creaturile. Cu Ug transformat într-un Critter, aceștia reușesc să-i atragă într-o fabrică de hamburgeri și să-i arunce în aer. Planul eșuează, iar creaturile se unesc într-o minge uriașă și pornesc spre biserică. Charlie reușește însă să o distrugă, prăbușind nava spațială a vânătorilor de recompense peste aceasta. Uimit de curajul său, Ug se transformă în Charlie. A doua zi, în timp ce Brad se pregătește să plece din oraș, descoperă că Charlie a supraviețuit prăbușirii cu ajutorul unei parașute. Acesta rămâne pe Terra și devine șeriful orașului. Ug părăsește planeta într-o nouă navă spațială, încă purtând înfățișarea lui Charlie.

## Distribuția
- Scott Grimes - Brad Brown
- Terrence Mann - Ug
- Liane Alexandra Curtis - Megan Morgan
- Don Keith Opper - Charlie McFadden
- Barry Corbin - șeriful Harv
- Tom Hodges - Wesley
- Sam Anderson - domnul Morgan
- Lindsay Parker - Cindy
- Herta Ware - Nana
- Lin Shaye - Sal
- Roxanne Kernohan - Lee
- Douglas Rowe - Quigley
- Eddie Deezen - manager al Hungry Heifer
- William Hanna - zgomotele produse de creaturile Critters